# (1485) Isa
(1485) Isa es un asteroide que forma parte del cinturón de asteroides y fue descubierto por Karl Wilhelm Reinmuth el 28 de julio de 1938 desde el observatorio de Heidelberg-Königstuhl, Alemania.

## Designación y nombre
Isa fue designado inicialmente como 1938 OB.
Más adelante se nombró con un diminutivo de Marisa, un nombre de pila italiano.

## Características orbitales
Isa está situado a una distancia media del Sol de 3,03 ua, pudiendo alejarse hasta 3,373 ua y acercarse hasta 2,687 ua. Tiene una inclinación orbital de 8,927° y una excentricidad de 0,1131. Emplea 1926 días en completar una órbita alrededor del Sol.